# فرودگاه گلاید آیرو
فرودگاه گلاید آیرو (به انگلیسی: Glide Aero Airport) یک فرودگاه خصوصی است که یک باند فرود چمن دارد و طول باند آن ۷۰۱ متر است. این فرودگاه در کشور ایالات متحده آمریکا قرار دارد و در ارتفاع ۲۹۸ متری از سطح دریا واقع شده‌است.